# KFOR

Oznaka KFOR. Jeden napis w alfabecie łacińskim a drugi w cyrylicy

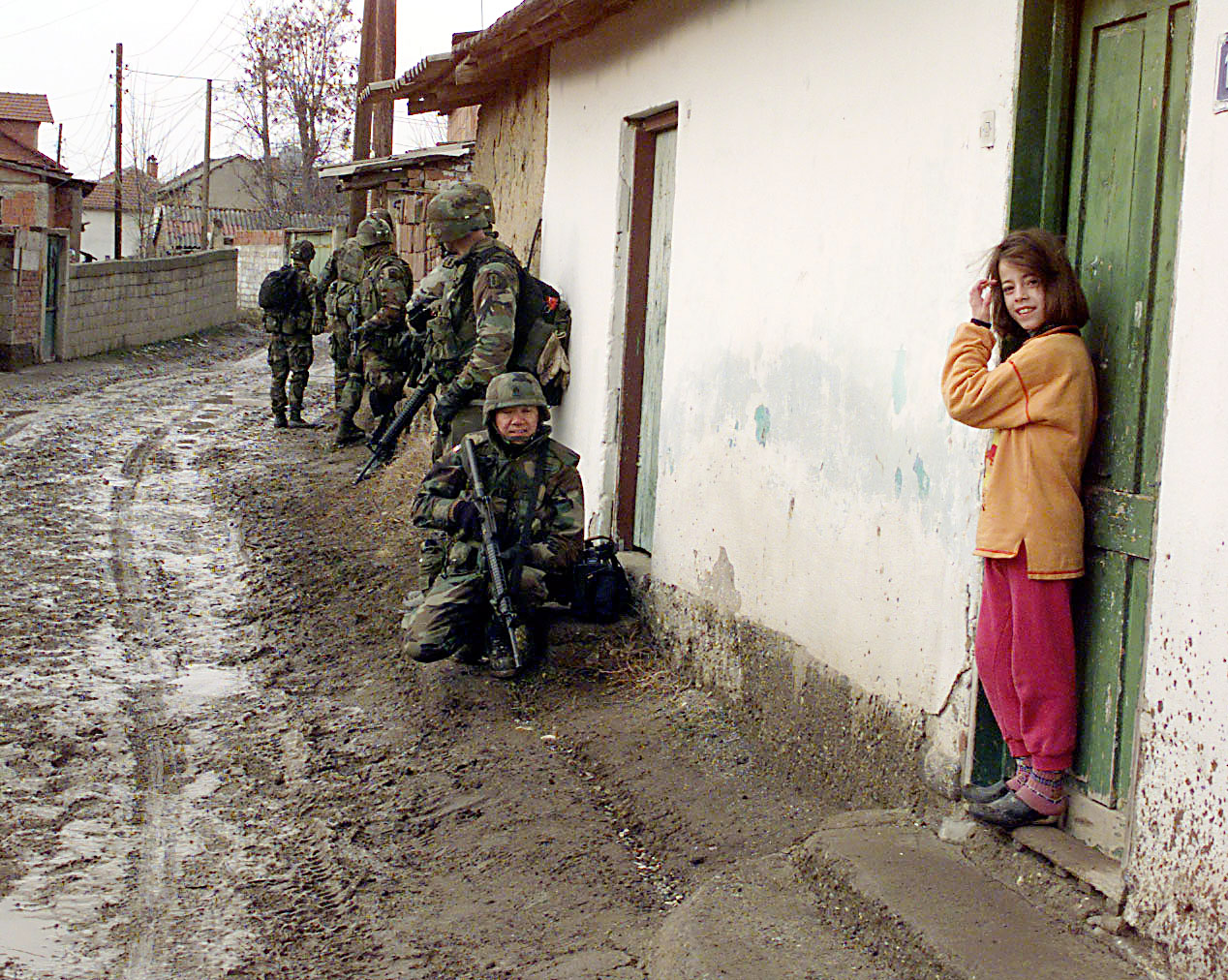
Dziewczynka zaskoczona widokiem amerykańskich żołnierzy obok swojego domu, 2001

Kosovo Force (KFOR) – międzynarodowe siły pokojowe NATO, działające na terenie Kosowa w ramach operacji wsparcia pokoju Joint Guardian. Trwająca do dziś rozpoczęła się 11 czerwca 1999 roku na mocy mandatu ONZ, po przyjęciu w dniu 10 czerwca 1999 roku przez Radę Bezpieczeństwa ONZ rezolucji numer 1244. Wprowadzenie do Kosowa pierwszych oddziałów KFOR stało się możliwe dzięki pomyślnemu zakończeniu operacji lotniczej Sojuszu Północnoatlantyckiego Allied Force nad Federalną Republiką Jugosławii, która wymusiła na prezydencie Slobodanie Miloševiciu m.in. zgodę na wprowadzenie do Kosowa międzynarodowych sił pokojowych.

## Historia misji

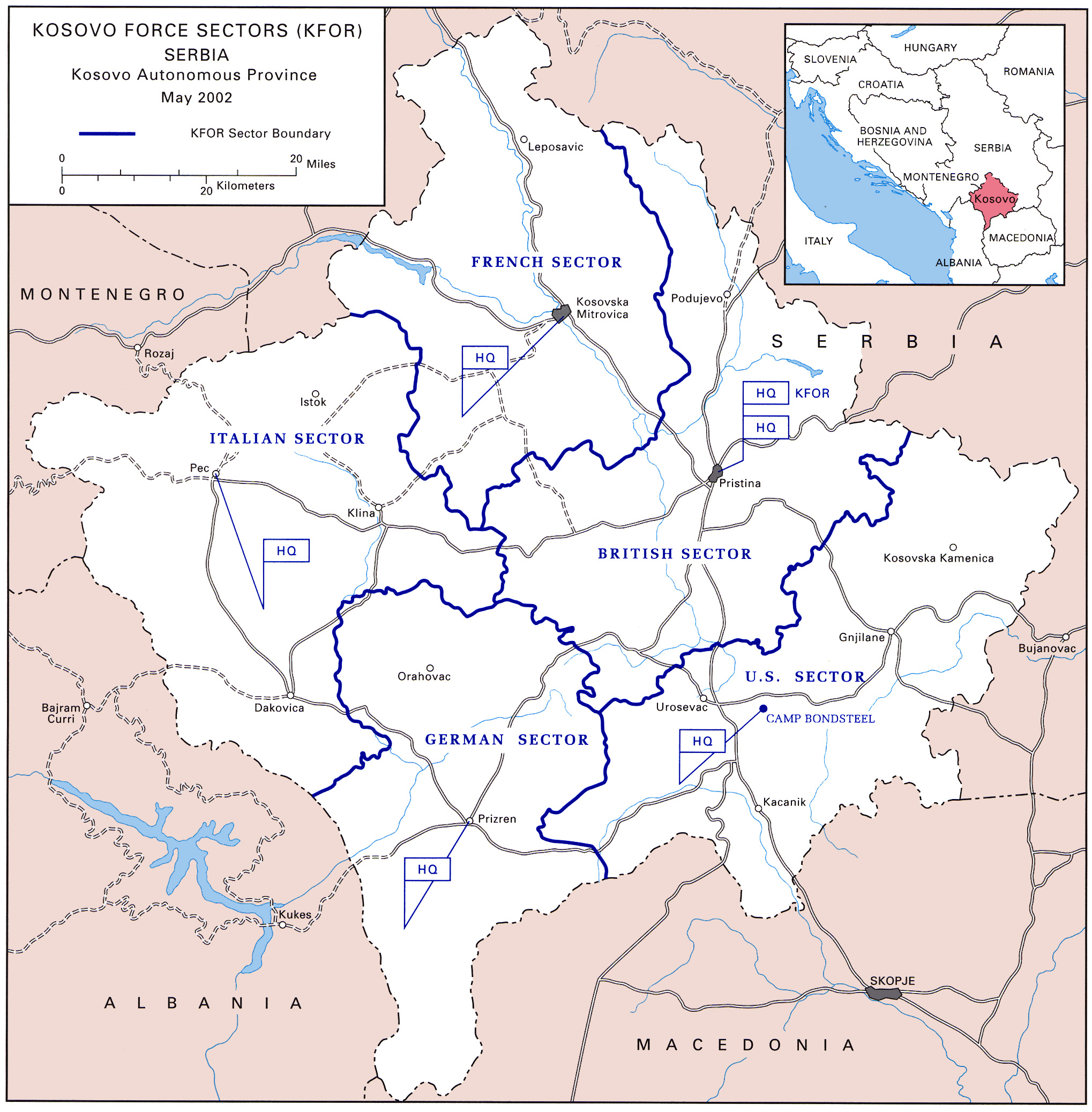
Sektory Kosowa podzielone ze względu na dowodzenie

Decyzja o wysłaniu wojsk KFOR do Kosowa została podjęta po fiasku „misji ostatniej szansy” specjalnego wysłannika ze Stanów Zjednoczonych, Richarda Holbrooke'a. W obliczu kryzysu humanitarnego, który zaistniał w efekcie ciągłych walk pomiędzy Armią Wyzwolenia Kosowa i wojskowo-policyjnymi oddziałami Federalnej Republiki Jugosławii. W marcu 1999 w obliczu groźby rozszerzenia konfliktu na cały region NATO podjęło decyzję o rozpoczęciu kampanii powietrznej przeciw armii oraz oddziałom paramilitarnym rządu Jugosławii, który oskarżany był o poważne represje wobec cywilnej ludności kosowskich Albańczyków. Efektem trwającej 78 dni operacji było podpisanie Wojskowego Porozumienia Technicznego między NATO a dowództwem jugosłowiańskim i utworzenia Sił Pokojowych w Kosowie (Kosovo Force). Uprawnienia tych sił zostały określone we wspomnianym porozumieniu oraz rezolucji Rady Bezpieczeństwa ONZ nr 1244. W momencie rozpoczęcia misji w skład KFOR wchodziło 50 000 żołnierzy z 30 państw, zarówno członków NATO, jak i niezrzeszonych. Wśród krajów, które wysłały do Kosowa najwięcej żołnierzy znajdują się m.in. Wielka Brytania (19 000 żołnierzy), Stany Zjednoczone (7 000), Francja (7 000), Niemcy (6 000), Włochy (5 000), Rosja (ok. 3 000), Holandia (2 000), Ukraina (1 300) i Hiszpania (1 200) . Swoje wojska wysłały również państwa członkowskie NATO: Belgia, Bułgaria, Czechy, Dania, Estonia, Finlandia, Grecja, Islandia, Kanada, Litwa, Luksemburg, Norwegia, Polska, Portugalia, Rumunia, Słowacja, Słowenia, Turcja, Węgry, Szwecja. Udział w KFOR biorą również wojska z państw niebędących członkami NATO, w tym Argentyna, Armenia, Austria, Azerbejdżan, Gruzja, Irlandia, Maroko, Malezja, Szwajcaria oraz Zjednoczone Emiraty Arabskie.
KFOR podzielony jest na cztery wielonarodowe brygady. Każda z nich odpowiada za określony rejon prowincji, ale wszystkie podlegają dowódcy KFOR. Obecnym dowódcą KFOR jest Özkan Ulutaş.
W 2004 zostały odznaczone kosowskim Orderem Wolności.

## Cele
Celami wojsk KFOR są m.in.:
- Stworzenie i utrzymanie warunków umożliwiających bezpieczne funkcjonowanie mieszkańców Kosowa w miejscu ich zamieszkania
- Zapewnienie bezpieczeństwa i porządku publicznego
- Monitorowanie, kontrolowanie oraz, jeżeli sytuacja tego wymaga, wymuszanie realizacji porozumień, na mocy których doszło do zakończenia konfliktu
- Rozbrojenie oraz likwidacja Wyzwoleńczej Armii Kosowa
- Powstrzymywanie odradzania się konfliktu na terenie Kosowa
- Wspieranie UNMIK Organizacji NZ.

## Polska w KFOR
Polski Kontyngent Wojskowy (PKW) KFOR wchodzi w skład Międzynarodowej Grupy Bojowej Wschód (Multinational Battle Group – East MNBG-E) pod dowództwem amerykańskim. Polscy żołnierze (230) stacjonowali w bazie amerykańskiej Camp Bondsteel. Obecnie główne siły PKW stacjonują w bazie Camp Maréchal de Lattre de Tassigny w Novo Selo, a siły dodatkowe w Camp Film City w Pristinie, Camp Bondsteel i Camp Prizren.